# Дагон (рассказ)
«Дагон» (англ. Dagon), в другом переводе «Дэгон» — фантастический рассказ американского писателя Говарда Филлипса Лавкрафта, написанный в июле 1917 года и впервые опубликованный в ноябре 1919 в журнале «The Vagrant». Входит в собрание «Дагон и другие жуткие рассказы» (1986). Рассказ относится к раннему творчеству автора, в нём впервые проявляется основной мотив творчества Лавкрафта — осознание главным героем ничтожности человечества в мире, где властвуют скрытые силы.

## Сюжет

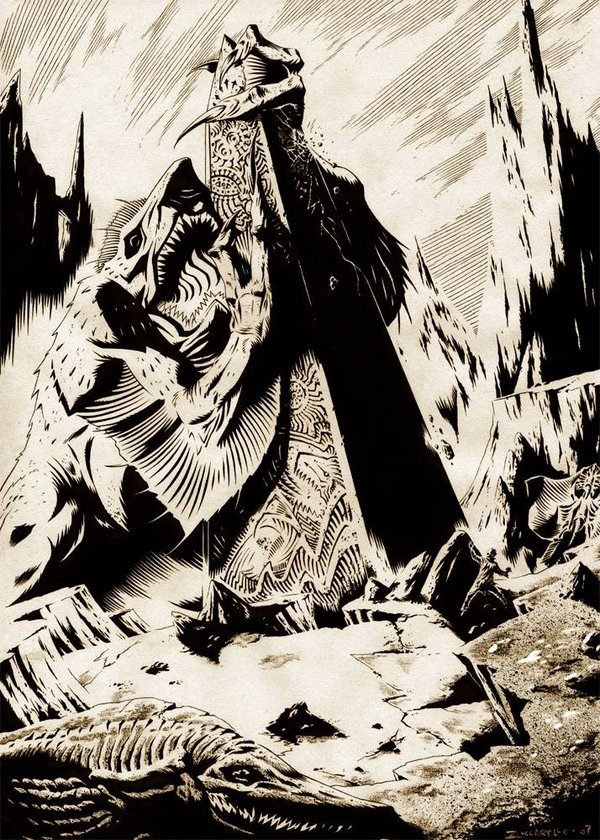
Иллюстрация Марио Цуккарелло

Рассказ представляет собой предсмертную записку человека, который описывает произошедший с ним инцидент, когда он служил во флоте во время Первой мировой войны. Его грузовой корабль (пакетбот) был захвачен немецким рейдерским кораблем в одном из редко посещаемых уголков Тихого океана. Рассказчик сбежал на шлюпке и дрейфовал несколько дней. В одну из ночей он обнаружил себя тонущим в вязкой, чёрной трясине, что простиралась на несколько миль вокруг. Шлюпку выбросило на неизвестный остров, что поднялся со дна вследствие извержения вулкана. По всей равнине торчали зловонные останки рыб и неизвестных существ. Через три дня почва затвердела и моряк отправился в поход. Он прошел черную каменистую пустыню, ущелье, холм, обширную равнину и каньон. Ландшафт напоминал Потерянный рай или Восхождение Сатаны из проклятого царства тьмы, а ущелье — Стигийские глубины. Там он обнаружил циклопический монолит, сияющий белым светом, что миллионы лет таился в бездне моря, но имел следы искусной обработки и, видимо, служил объектом поклонения морских существ. В этот момент из воды появляется Дагон :
Поднявшись над темными водами и вызвав этим легкое, почти беззвучное вспенивание, какой-то необычный предмет плавно вошел в поле моего зрения. Громадный, напоминающий Полифема и всем своим видом вызывающий чувство отвращения, он устремился, подобно являющемуся в кошмарных снах чудовищу, к монолиту, обхватил его гигантскими чешуйчатыми руками и склонил к постаменту свою отвратительную голову, издавая при этом какие-то неподдающиеся описанию ритмичные звуки.
Моряк побежал обратно к шлюпке, находясь в состоянии помешательства, напевая жуткие песни и смеясь. Он пришел в себя в госпитале Сан-Франциско, куда его доставил американский корабль. Землетрясения в Тихом океане не было. Позже он узнал древнюю филистимскую легенду о Дагоне — Боге-Рыбе. С тех пор его преследовали видения и он принимал морфий, чтобы заглушить страх.
Я не могу думать о морских глубинах без содрогания, которое вызывают у меня безымянные существа, в этот самый момент, быть может, ползущие и тяжело ступающие по скользкому морскому дну, поклоняющиеся своим древним каменным идолам и вырезающие собственные отвратительные образы на подводных гранитных обелисках. Я грежу о временах, когда они поднимутся из морских волн, чтобы схватить своими зловонными когтями и увлечь на дно остатки хилого, истощенного войной человечества; а суша скроется под водой и темный океанский простор поднимется среди вселенского кромешного ада.
Рассказчику кажется, что морское существо пытается вломиться к нему в дверь и от страха он выбрасывается из окна.

## Персонажи

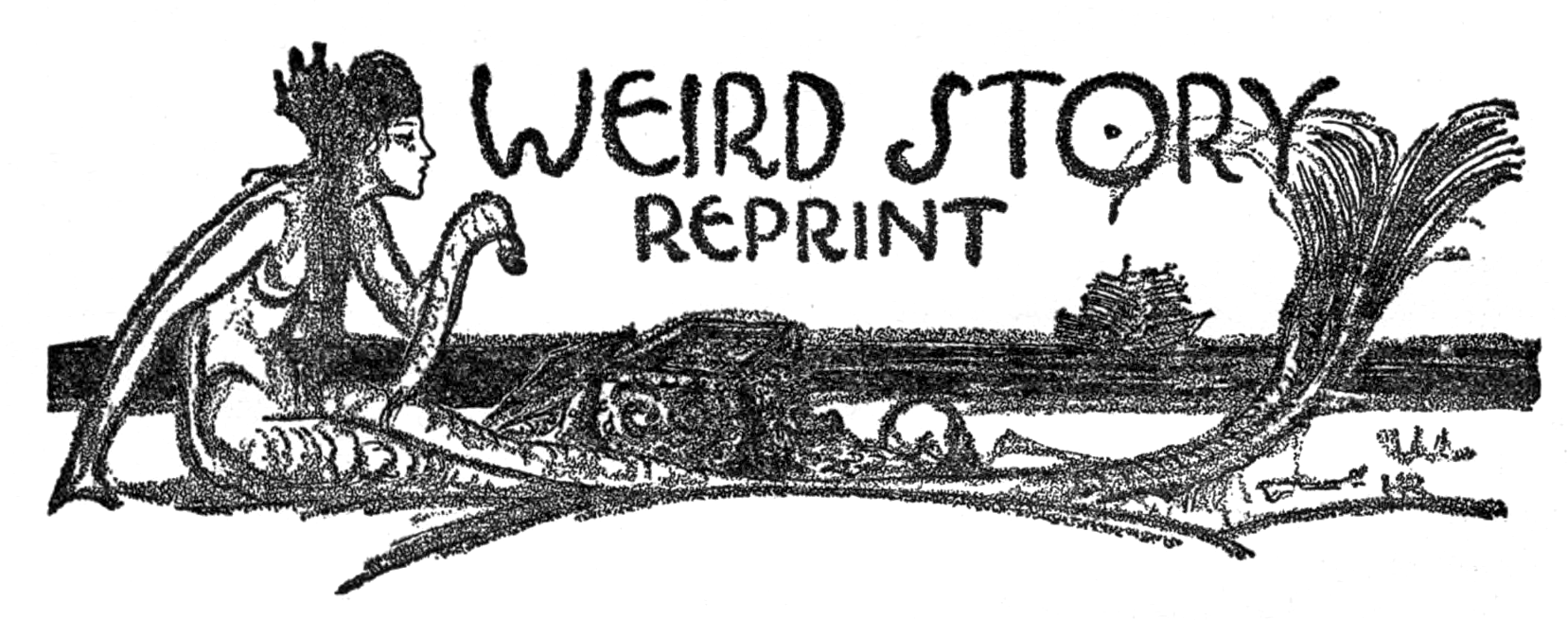
Weird Tales v27n01 (p118). Рисунок к «Дагон» Лавкрафта

- Моряк (англ. Sailor) — рассказчик, служил на пакетботе, в должности суперкарго. В море ему снились странные сны об ужасах скрытых в глубинах. Увидев Дагона, чуть не сошел с ума. Испытывал телепатическое воздействие; начал петь и смеяться. У него развилась амнезия и он находился в состоянии сильного душевного напряжения и обдумывал самоубийство. В итоге он выпрыгнул в окно.
- Морские существа (англ. Marine things) — амфибии и гигантские Исполины, которые представляли определенный род людей или морских существ, и поклонялись монолиту под волнами.  Рисунки могли бы вызвать зависть у самого Доре. Они изображали определенный род людей или существ, которые резвились, как рыбы, в водах подводного грота и отдавали почести монолиту под волнами. Гротескные в такой степени, недоступной, даже, воображению По или Булвера, они были дьявольски человекоподобными в своих общих очертаниях, несмотря на перепончатые руки и ноги, неестественно широкие и отвислые губы, стеклянные выпученные глаза и другие особенности. Они, похоже, были высечены почти без учета пропорций их сценического фона, например, одно из существ было изображено убивающим кита, который по величине едва превосходил китобоя. Я решил, что это просто боги, выдуманные первобытным племенем.

## Вдохновение

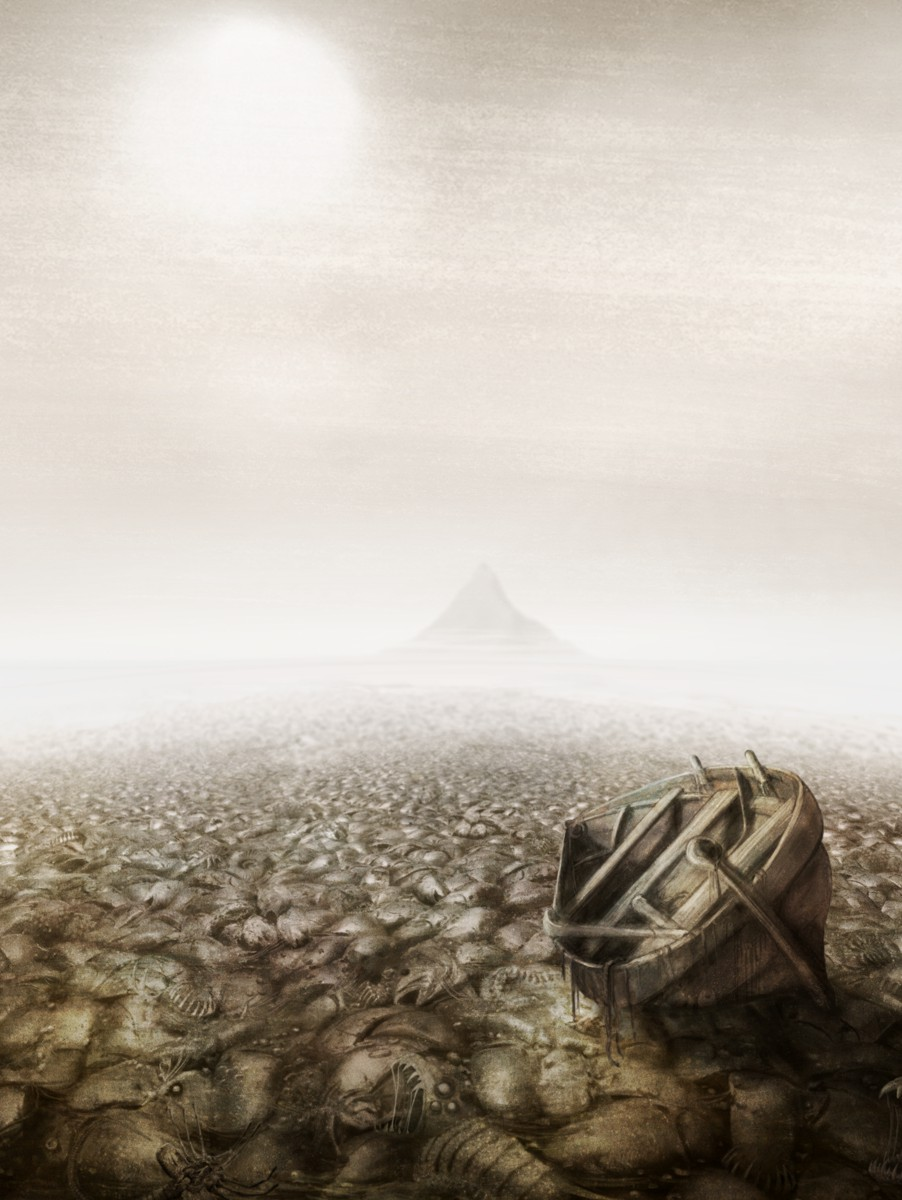
Бесплодная и необъятная земля в «Дагон». Дэвид Гарсия Форес

Прочитав в 1917 году ранние произведения Лавкрафта У. Пол Кук, редактор любительского журнала «The Vagrant», призвал его возобновить написание художественной литературы. Тем летом Лавкрафт написал два рассказа: «Склеп» и «Дагон». Рассказ частично вдохновлен сном, который приснился Лавкрафту, о чем он писал: «Мне снилось, как я ползал по чему-то отвратительному и чувствовал, как слизь затягивает меня вниз!».
В рассказе упоминается Пилтдаунский человек, который во время написания рассказа Лавкрафтом еще не был разоблачен научным сообществом как подделка.
Лавкрафт упоминает По и Булвера; поэму «Потерянный рай» Мильтона, картину «Восхождение Сатаны» Доре. Дагон появляется в эпических поэмах Джона Мильтона «Агонисты Самсона» и «Потерянный рай» как одно из божеств, которым поклоняются филистимляне.

В детстве Лавкрафт познакомился с некоторыми из его ранних литературных влияний, такими как «Сказание о старом мореходе», с иллюстрациями Гюстава Доре, «Век сказаний» Томаса Булфинча и «Метаморфозы» Овидия. По упоминает богов, спящих под водой в рассказе «Рукопись, найденная в бутылке». Некоторые детали сюжета «Дагон» напоминают «Сказку о потерпевшем кораблекрушение»:
Герой плыл с командой матросов в 120 человек на большом корабле. После шторма он единственный выжил и был выброшен волнами на остров, которого нет в настоящем мире. Этот остров-двойник (Ка) находится в Ином мире. Три дня моряк изучал остров, а на четвёртый появился хозяин острова — огромный Змей с руками и ногами, длинной в тридцать локтей, а чешуя его — из золота. Моряк обещал восславлять его имя, если змей его отпустит. Моряк спасся, а остров после затонул.

## «Мифы Ктулху»
«Дагон» — первое произведение Лавкрафта, в котором представлены элементы «Мифов Ктулху» — и само морское божество Дагон . Кажется, Лавкрафт имеет в виду древнего шумерского бога Дагона, который является богом плодородия зерна и рыб, и иногда изображается частично рыбой или как существо несущее рыбу. Однако, его художественное описание не может быть идентифицировано с этим именем и, кажется, Дагон изображается как типичный представитель своего собственного вида, нежели как объект поклонения из религии. Лавкрафт часто использует мифы и упоминает реальные археологические открытия, где он, возможно, сталкивался с этой филистимлянской легендой. Но у Лавкрафта всегда есть отличия. Барельефы с изображениями гигантских амфибий похожи на Исполинов. Лавкрафт называет их Морские существа (англ. Marine things) и потом он вернется к этому названию в более поздних произведениях. В рассказе «Тень над Иннсмутом» жители портового города поклоняются Дагону.  
С. Т. Джоши, исследователь творчества Лавкрафта, считает маловероятно, что автор тогда намеревался использовать имя «Дагон» как имя божества из космоса, которому поклоняются нечеловеческие общества. 
Роберт Прайс указывает на то, что: «Когда Лавкрафт хотел передать что-то вроде коренного имени очередного из божеств, то он придумывал какой-то непроизносимый беспорядок в его названии». Прайс предполагает, что читатели «Тень над Иннсмутом» могут ошибаться идентифицируя Дагона с Глубоководными, которые поклоняются ему: В отличие от их имен, звучащих как инопланетные, имя «Дагон» является прямым заимствованием из знакомых источников, и подразумевает, что жители Иннсмута выбрали самую близкую библейскую аналогию к имени Ктулху. 
Лин Картер, посчитал «Дагон» «превосходным рассказом» и отметил, что это «интересная предварительная настройка тем, побудивших автора к созданию таких образов, как Ктулху. Например, в рассказе «Зов Ктулху» в океане всплывает остров из-за вулканической активности. Параллели в этих рассказах включают: историю спасенного моряка; гигантского морского монстра (сравниваемого с Полифемом); апокалиптическое картины разрушения мира руками нечеловеческих существ.  
Дэвид Шульц и С. Т. Джоши называют «Зов Ктулху» «явно исчерпывающей переработкой Дагона». Дагон воздействует телепатически на людей, как и Ктулху. Герой боится, что обречен на смерть из-за полученных знаний.  
Некоторые критики не считают рассказ «Дагон» за составную часть «Мифов Ктулху», поскольку это раннее произведение. Однако, в нем впервые появляются такие элементы, как: нечеловеческие существа поклоняющиеся Древним богам, циклопические руины, барельефы с изображением морских существ, Иные миры, чувство потустороннего и прочее. 

## Связь с другими произведениями
В рассказе «Зов Ктулху» описан город Р'льех, поднявшийся со дна в океане, а в газетной статье упоминается самоубийца, выпрыгнувший из окна.
В повести «Тень над Иннсмутом» описана раса Глубоководных существ, которые скрывались в портовом городе Иннсмут.

## Комментарии
1. ↑  Здесь и далее все имена и названия приводятся по переводу Ю. Соколова.